# شافاك إدج
شافاك إدج (بالتركية: Şafak Edge)‏ مواليد 17 يونيو 1992 في بالق أسير، تركيا، هو لاعب كرة سلة تركي. بدأ مسيرته الاحترافية في سنة 2009. يلعب مع بشكطاش كلاعب هجوم خلفي. يحمل الرقم 7. يبلغ طوله 6 قدم 1 بوصة (1.9 م).

## المسيرة الاحترافية
لعب مع بانفيت لكرة السلة في الدوري التركي في موسم 2010–2011، ثم لعب مع غلطة سراي لكرة السلة في موسم 2015–2016، ثم لعب مع بشكتاش لكرة السلة في الدوري التركي في سنة 2016.

## الإنجازات
- كأس أوروبا لكرة السلة : 2015-16

## روابط خارجية
- شافاك إدج على موقع الاتحاد الدولي لكرة السلة (الإنجليزية)
- شافاك إدج على موقع كرة السلة الأوروبية.كوم (الإنجليزية)
- شافاك إدج على موقع ريلجم (الإنجليزية)
- شافاك إدج على موقع بروبوليرز (الإنجليزية)
- شافاك إدج على موقع سبورتس رفرنس (الإنجليزية)